# Белмарш
Тюрьма Его Величества Белмарш (англ. His Majesty's Prison Belmarsh) — мужская тюрьма максимально строгого режима (категории А согласно британской системе классификации), в которой содержатся преступники и обвиняемые, представляющие угрозу для общества и национальной безопасности. Является местной тюрьмой, которая обслуживает Центральный уголовный суд и суды юго-восточного Лондона, а также суды юго-западного Эссекса. Находится под управлением Тюремной службы Его Величества. Неофициально тюрьма Белмарш известна как «британское Гуантанамо».

## География
Тюрьма Белмарш расположена на границе лондонских районов Темсмид и Вулидж, недалеко от берега Темзы. Помимо Белмарша, в состав огромного тюремного комплекса входят частная мужская тюрьма Темсайд (HM Prison Thameside) категории B и государственная тюрьма для подростков Исис (HM Prison Isis) категории C. Тюрьма Белмарш расположена в центре комплекса, справа к ней примыкает Исис, слева — Темсайд. Непосредственно к тюрьме Белмарш примыкает здание королевского суда района Вулидж, который рассматривает громкие дела, касающиеся национальной безопасности.

## История
Тюрьма Белмарш была построена на восточном участке бывшего Королевского арсенала в Вулидже и открылась 2 апреля 1991 года. После терактов 11 сентября 2001 года в Белмарш свозили всех подозреваемых в террористической деятельности, из-за чего тюрьма стала известна как «британское Гуантанамо». В 2009 году в результате археологических раскопок на территории тюрьмы были обнаружены следы древней дороги, которая оказалась второй по возрасту в Северной Европе дорогой с деревянным покрытием после Свит-Трека. В 2010 году в периметре Белмарша открылась государственная тюрьма для подростков Исис.

## Структура и контингент

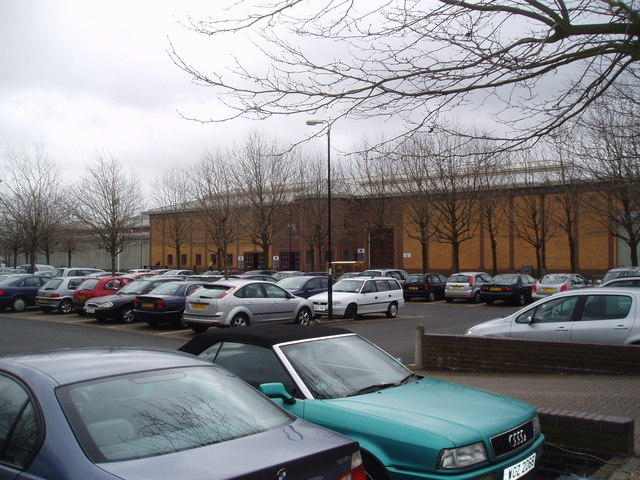
Паркинг для посетителей перед главным входом тюрьмы

Заключённые размещаются в четырёх жилых корпусах. 60 % камер представляют собой помещения для нескольких человек, а 40 % — одиночные камеры. В первом корпусе содержатся заключённые, осуждённые на срок от года и более, во втором корпусе — на срок до года, в третьем корпусе — арестованные до суда жители Лондона и Эссекса, заключённые, которым скоро освобождаться, и заключённые, которым грозит опасность со стороны других заключённых. В блоке строгого режима содержатся особо опасные рецидивисты и исламские радикалы со всей страны.
В тюрьме Белмарш содержатся опасные преступники, обвиняемые или осуждённые за терроризм, серийные убийства, грабежи, нанесение тяжких увечий. В тюрьме нередко происходят драки между заключёнными и нападения на сотрудников учреждения. С другой стороны, многие заключённые жалуются на крайне жестокое обращение со стороны персонала Белмарша. 20 % заключённых составляют мусульмане, которые враждуют с заключёнными из числа католиков. Наиболее влиятельной группировкой является арабское «братство», которое вербует новоприбывших мусульман в свои ряды. Костяк «братства» составляют радикальные имамы и осуждённые за терроризм.
Также в тюрьме конфликтуют члены более сотни лондонских уличных банд, которые ранее враждовали между собой на свободе. Несмотря на использование служебных собак и сложных сканеров, в Белмарш регулярно попадают наличные деньги, наркотики и мобильные телефоны, что лишь обостряет конфликты из-за долгов и бандитской конкуренции на рынке контрабанды. В тюрьме Белмарш имеются образовательные курсы, рабочие помещения, два спортзала, футбольная секция, группы помощи для заключённых с риском суицида и иностранцев, которых консультируют по вопросам иммиграционного законодательства.

## Известные заключённые
В разное время в тюрьме Белмарш содержались журналист Джулиан Ассанж, политики Джеффри Арчер и Момчило Краишник, грабители Ронни Биггс и Чарльз Бронсон, а также Абу Хамза аль-Масри, Анджем Чудари и другие известные британские исламисты.

## В искусстве
В фильме «Не время умирать» в тюрьме Белмарш отбывал свой срок и погиб Эрнст Ставро Блофельд — основной противник Джеймса Бонда.